# Eisenbahn-Revue International
Eisenbahn-Revue International (ERI) è una rivista mensile edita in Svizzera dal 1994, che tratta di argomenti riguardanti il mondo delle ferrovie.
Editrice è la Minirex, che pubblica anche le riviste Schweizer Eisenbahn-Revue, Eisenbahn Österreich, Railway Update e Schienenverkehr aktuell. I contenuti di queste riviste sono in parte identici, con differenze dovute alle specificità locali.